# Ressonància paramagnètica electrònica
La ressonància paramagnètica electrònica (RPE) o ressonància d'espín electrònic (REE) és una tècnica espectroscòpica sensible als electrons desaparellats. És a dir, generalment, un radical lliure, si és una molècula orgànica o ió d'un metall de transició, si és un compost inorgànic. Com la majoria de les molècules estables tenen una configuració de capa tancada, amb tots els espins aparellats, aquesta tècnica té menys aplicació que la ressonància magnètica nuclear (RMN).
Els principis físics d'aquesta tècnica són anàlegs als de l'RMN, però s'exciten espins electrònics, en lloc de nuclears. L'energia d'interacció amb el camp magnètic dels electrons és molt més gran que la dels nuclis, de manera que es fan servir camps magnètics externs més febles, i freqüències electromagnètiques més altes. En un camp magnètic de 0,3 T, la ressonància d'espín electrònic passa al voltant de 10 GHz.
L'RPE s'usa en física de l'estat sòlid per a identificar i quantificar radicals (és a dir, molècules amb electrons desaparellats), així com en biologia i medicina per a seguir sondes d'espín biològiques. Aquestes sondes són molècules amb electrons desaparellats, especialment dissenyades per estabilitzar aquests electrons, i acoblar-se a llocs específics en una cèl·lula, de manera que es pugui obtenir informació d'aquest lloc en mesurar l'entorn d'aquests electrons.
Per a detectar alguns detalls subtils en alguns sistemes, cal ressonància d'espín electrònic d'alts camps i alta freqüència. A diferència de l'RPE corrent, que és assequible per a laboratoris universitaris, hi ha pocs centres al món que ofereixin RPE d'alts camps i alta freqüència. Entre aquests, estan l'ILL a Grenoble, França i un altre a Tallahassee, Estats Units d'Amèrica.